# Identity Crisis (comics)
Pour les articles homonymes, voir Identity Crisis.
 (décembre 2023).
Si vous disposez d'ouvrages ou d'articles de référence ou si vous connaissez des sites web de qualité traitant du thème abordé ici, merci de compléter l'article en donnant les références utiles à sa vérifiabilité et en les liant à la section « Notes et références ».
Identity Crisis (Crise d'identité en français) est une mini-série de comics en sept numéros publiée par DC Comics entre août 2004 et février 2005.
La série obtint un grand succès commercial, mais elle fut controversée en raison de la façon dont elle revisite le passé de la Justice League of America.

## Intrigue
Sue Dibny, la femme d'Elongated Man est assassinée. Lors de l'enquête qui suit, Flash (Wally West) et Green Lantern (Kyle Rayner) découvrent le secret reliant certains de leurs collègues. Des années auparavant Sue Dibny avait été violée par le Dr. Light dans le satellite de la Justice League of America. Pour éviter qu'il ne recommence, les membres présents de la ligue (les précédents Green Lantern, Hal Jordan et Flash, Barry Allen, ainsi qu'Hawkman, Zatanna, Green Arrow, Black Canary et Atom) avaient décidé de "changer légèrement sa personnalité" en utilisant les pouvoirs de Zatanna.
Craignant que le meurtre soit une vengeance, ils se lancent à la poursuite du Dr. Light, qui recouvre la mémoire durant le combat de Deathstroke contre la JLA et les deux criminels s'échappent grâce au pouvoir et à la colère du Dr. Light. Celui-ci est disculpé par les premiers résultats de l'autopsie. La situation s'aggrave  quand Jean Loring, ex-épouse d'Atom est apparemment agressée par l'assassin de Sue Dibny. Lois Lane est même menacée par lettre. La chasse aux suspects s'intensifie, causant la mort apparente de Firestorm.
Une personne anonyme engage via la Calculette, Captain Boomerang, qui vient de retrouver son fils, pour tuer Jack Drake, le père de Robin. Les deux hommes s'entretuent.
Green Arrow avoue à Flash que lors de la lobotomie magique de Light, ils furent pris sur le fait par Batman dont ils effacèrent ce souvenir.
Lors de l'autopsie approfondie, le Dr Mid-Nite finit par découvrir de minuscules traces de pas à la surface du cerveau de Sue Dibny. Dans le même temps, Batman finit par comprendre comment l'assassin a fait pour ne pas laisser de traces.
Jean Loring se trahit devant Atom et lui avoue avoir utilisé un de ses vieux costumes pour causer la mort de Sue Dibny, qu'elle voulait juste assommer, et pour simuler son agression. Elle avait également embauchée Boomerang, mais avait envoyée une arme à Jack Drake pour qu'il se défende. Son objectif était qu'Atom s'inquiète pour elle, afin de renouer leur relation. Elle est envoyée à l'asile d'Arkham et Atom disparaît.

## Principales conséquences
- Tim Drake est désormais orphelin.
- La Calculette est établi dans un rôle de courtier en information, équivalent pour les super-vilains d'Oracle.
- Jean Loring est emprisonnée à l'asile d'Arkham et réapparaîtra dans la mini-série Day of Vengeance.
- Atom disparaît.
- Firehawk  abandonne sa carrière super-héroïque.
- Le titre de Captain Boomerang est repris par son fils qui possède une super-vitesse.
- Dr. Light est redevenu un ennemi qui doit être pris au sérieux.
- Il faut voir dans cette mini-série une cause menant à Infinite Crisis
- Firestorm est mort.

## Publication

### États-Unis
Les numéros de la série ont fait aux États-Unis l'objet de plusieurs tirages avec des couvertures alternatives.

### France
La série a été traduite par Panini Comics, entre 2005 et 2006, dans les numéros 1 à 4 de la revue bimestrielle Batman et Superman, avec JSA #67, un épisode lié.
En 2010, Panini la ressort en édition reliée  (ISBN 978-2-8094-1094-5).
En janvier 2013, Urban Comics réédite la série avec les numéros #166 à 168 de Justice League of America  (ISBN 978-2-3657-7175-7).